# Мітюшина близнюки (шахи)
Близнюки Мітюшина — ідея утворення близнюків у шаховій композиції в такий спосіб: кожна нова позиція утворюється шляхом перестановки білого короля на поле, з якого було оголошено мат чорному королю.

## Історія
Цей спосіб утворення близнюків запропонував у 2016 році шаховий композитор — Анатолій Мітюшин (15.05.1960).
Перший близнюк має певне рішення. Щоб пройшло утворення нового близнюка в запропонований спосіб, потрібно в початковій позиції переставити білого короля на поле, з якого оголошувався мат чорному королю.
Цей спосіб утворення близнюків дістав назву — близнюки Мітюшина. Ці близнюки відносяться до ідеальних близнюків.
|   | a | b | c | d | e | f | g | h |   |
| 8 | e7 чорний пішак · a5 білий пішак · a4 чорний кінь · c4 білий король · h4 чорний слон · a3 чорний король · b3 білий кінь · a2 чорний пішак | e7 чорний пішак · a5 білий пішак · a4 чорний кінь · c4 білий король · h4 чорний слон · a3 чорний король · b3 білий кінь · a2 чорний пішак | e7 чорний пішак · a5 білий пішак · a4 чорний кінь · c4 білий король · h4 чорний слон · a3 чорний король · b3 білий кінь · a2 чорний пішак | e7 чорний пішак · a5 білий пішак · a4 чорний кінь · c4 білий король · h4 чорний слон · a3 чорний король · b3 білий кінь · a2 чорний пішак | e7 чорний пішак · a5 білий пішак · a4 чорний кінь · c4 білий король · h4 чорний слон · a3 чорний король · b3 білий кінь · a2 чорний пішак | e7 чорний пішак · a5 білий пішак · a4 чорний кінь · c4 білий король · h4 чорний слон · a3 чорний король · b3 білий кінь · a2 чорний пішак | e7 чорний пішак · a5 білий пішак · a4 чорний кінь · c4 білий король · h4 чорний слон · a3 чорний король · b3 білий кінь · a2 чорний пішак | e7 чорний пішак · a5 білий пішак · a4 чорний кінь · c4 білий король · h4 чорний слон · a3 чорний король · b3 білий кінь · a2 чорний пішак | 8 |
| 7 | e7 чорний пішак · a5 білий пішак · a4 чорний кінь · c4 білий король · h4 чорний слон · a3 чорний король · b3 білий кінь · a2 чорний пішак | e7 чорний пішак · a5 білий пішак · a4 чорний кінь · c4 білий король · h4 чорний слон · a3 чорний король · b3 білий кінь · a2 чорний пішак | e7 чорний пішак · a5 білий пішак · a4 чорний кінь · c4 білий король · h4 чорний слон · a3 чорний король · b3 білий кінь · a2 чорний пішак | e7 чорний пішак · a5 білий пішак · a4 чорний кінь · c4 білий король · h4 чорний слон · a3 чорний король · b3 білий кінь · a2 чорний пішак | e7 чорний пішак · a5 білий пішак · a4 чорний кінь · c4 білий король · h4 чорний слон · a3 чорний король · b3 білий кінь · a2 чорний пішак | e7 чорний пішак · a5 білий пішак · a4 чорний кінь · c4 білий король · h4 чорний слон · a3 чорний король · b3 білий кінь · a2 чорний пішак | e7 чорний пішак · a5 білий пішак · a4 чорний кінь · c4 білий король · h4 чорний слон · a3 чорний король · b3 білий кінь · a2 чорний пішак | e7 чорний пішак · a5 білий пішак · a4 чорний кінь · c4 білий король · h4 чорний слон · a3 чорний король · b3 білий кінь · a2 чорний пішак | 7 |
| 6 | e7 чорний пішак · a5 білий пішак · a4 чорний кінь · c4 білий король · h4 чорний слон · a3 чорний король · b3 білий кінь · a2 чорний пішак | e7 чорний пішак · a5 білий пішак · a4 чорний кінь · c4 білий король · h4 чорний слон · a3 чорний король · b3 білий кінь · a2 чорний пішак | e7 чорний пішак · a5 білий пішак · a4 чорний кінь · c4 білий король · h4 чорний слон · a3 чорний король · b3 білий кінь · a2 чорний пішак | e7 чорний пішак · a5 білий пішак · a4 чорний кінь · c4 білий король · h4 чорний слон · a3 чорний король · b3 білий кінь · a2 чорний пішак | e7 чорний пішак · a5 білий пішак · a4 чорний кінь · c4 білий король · h4 чорний слон · a3 чорний король · b3 білий кінь · a2 чорний пішак | e7 чорний пішак · a5 білий пішак · a4 чорний кінь · c4 білий король · h4 чорний слон · a3 чорний король · b3 білий кінь · a2 чорний пішак | e7 чорний пішак · a5 білий пішак · a4 чорний кінь · c4 білий король · h4 чорний слон · a3 чорний король · b3 білий кінь · a2 чорний пішак | e7 чорний пішак · a5 білий пішак · a4 чорний кінь · c4 білий король · h4 чорний слон · a3 чорний король · b3 білий кінь · a2 чорний пішак | 6 |
| 5 | e7 чорний пішак · a5 білий пішак · a4 чорний кінь · c4 білий король · h4 чорний слон · a3 чорний король · b3 білий кінь · a2 чорний пішак | e7 чорний пішак · a5 білий пішак · a4 чорний кінь · c4 білий король · h4 чорний слон · a3 чорний король · b3 білий кінь · a2 чорний пішак | e7 чорний пішак · a5 білий пішак · a4 чорний кінь · c4 білий король · h4 чорний слон · a3 чорний король · b3 білий кінь · a2 чорний пішак | e7 чорний пішак · a5 білий пішак · a4 чорний кінь · c4 білий король · h4 чорний слон · a3 чорний король · b3 білий кінь · a2 чорний пішак | e7 чорний пішак · a5 білий пішак · a4 чорний кінь · c4 білий король · h4 чорний слон · a3 чорний король · b3 білий кінь · a2 чорний пішак | e7 чорний пішак · a5 білий пішак · a4 чорний кінь · c4 білий король · h4 чорний слон · a3 чорний король · b3 білий кінь · a2 чорний пішак | e7 чорний пішак · a5 білий пішак · a4 чорний кінь · c4 білий король · h4 чорний слон · a3 чорний король · b3 білий кінь · a2 чорний пішак | e7 чорний пішак · a5 білий пішак · a4 чорний кінь · c4 білий король · h4 чорний слон · a3 чорний король · b3 білий кінь · a2 чорний пішак | 5 |
| 4 | e7 чорний пішак · a5 білий пішак · a4 чорний кінь · c4 білий король · h4 чорний слон · a3 чорний король · b3 білий кінь · a2 чорний пішак | e7 чорний пішак · a5 білий пішак · a4 чорний кінь · c4 білий король · h4 чорний слон · a3 чорний король · b3 білий кінь · a2 чорний пішак | e7 чорний пішак · a5 білий пішак · a4 чорний кінь · c4 білий король · h4 чорний слон · a3 чорний король · b3 білий кінь · a2 чорний пішак | e7 чорний пішак · a5 білий пішак · a4 чорний кінь · c4 білий король · h4 чорний слон · a3 чорний король · b3 білий кінь · a2 чорний пішак | e7 чорний пішак · a5 білий пішак · a4 чорний кінь · c4 білий король · h4 чорний слон · a3 чорний король · b3 білий кінь · a2 чорний пішак | e7 чорний пішак · a5 білий пішак · a4 чорний кінь · c4 білий король · h4 чорний слон · a3 чорний король · b3 білий кінь · a2 чорний пішак | e7 чорний пішак · a5 білий пішак · a4 чорний кінь · c4 білий король · h4 чорний слон · a3 чорний король · b3 білий кінь · a2 чорний пішак | e7 чорний пішак · a5 білий пішак · a4 чорний кінь · c4 білий король · h4 чорний слон · a3 чорний король · b3 білий кінь · a2 чорний пішак | 4 |
| 3 | e7 чорний пішак · a5 білий пішак · a4 чорний кінь · c4 білий король · h4 чорний слон · a3 чорний король · b3 білий кінь · a2 чорний пішак | e7 чорний пішак · a5 білий пішак · a4 чорний кінь · c4 білий король · h4 чорний слон · a3 чорний король · b3 білий кінь · a2 чорний пішак | e7 чорний пішак · a5 білий пішак · a4 чорний кінь · c4 білий король · h4 чорний слон · a3 чорний король · b3 білий кінь · a2 чорний пішак | e7 чорний пішак · a5 білий пішак · a4 чорний кінь · c4 білий король · h4 чорний слон · a3 чорний король · b3 білий кінь · a2 чорний пішак | e7 чорний пішак · a5 білий пішак · a4 чорний кінь · c4 білий король · h4 чорний слон · a3 чорний король · b3 білий кінь · a2 чорний пішак | e7 чорний пішак · a5 білий пішак · a4 чорний кінь · c4 білий король · h4 чорний слон · a3 чорний король · b3 білий кінь · a2 чорний пішак | e7 чорний пішак · a5 білий пішак · a4 чорний кінь · c4 білий король · h4 чорний слон · a3 чорний король · b3 білий кінь · a2 чорний пішак | e7 чорний пішак · a5 білий пішак · a4 чорний кінь · c4 білий король · h4 чорний слон · a3 чорний король · b3 білий кінь · a2 чорний пішак | 3 |
| 2 | e7 чорний пішак · a5 білий пішак · a4 чорний кінь · c4 білий король · h4 чорний слон · a3 чорний король · b3 білий кінь · a2 чорний пішак | e7 чорний пішак · a5 білий пішак · a4 чорний кінь · c4 білий король · h4 чорний слон · a3 чорний король · b3 білий кінь · a2 чорний пішак | e7 чорний пішак · a5 білий пішак · a4 чорний кінь · c4 білий король · h4 чорний слон · a3 чорний король · b3 білий кінь · a2 чорний пішак | e7 чорний пішак · a5 білий пішак · a4 чорний кінь · c4 білий король · h4 чорний слон · a3 чорний король · b3 білий кінь · a2 чорний пішак | e7 чорний пішак · a5 білий пішак · a4 чорний кінь · c4 білий король · h4 чорний слон · a3 чорний король · b3 білий кінь · a2 чорний пішак | e7 чорний пішак · a5 білий пішак · a4 чорний кінь · c4 білий король · h4 чорний слон · a3 чорний король · b3 білий кінь · a2 чорний пішак | e7 чорний пішак · a5 білий пішак · a4 чорний кінь · c4 білий король · h4 чорний слон · a3 чорний король · b3 білий кінь · a2 чорний пішак | e7 чорний пішак · a5 білий пішак · a4 чорний кінь · c4 білий король · h4 чорний слон · a3 чорний король · b3 білий кінь · a2 чорний пішак | 2 |
| 1 | e7 чорний пішак · a5 білий пішак · a4 чорний кінь · c4 білий король · h4 чорний слон · a3 чорний король · b3 білий кінь · a2 чорний пішак | e7 чорний пішак · a5 білий пішак · a4 чорний кінь · c4 білий король · h4 чорний слон · a3 чорний король · b3 білий кінь · a2 чорний пішак | e7 чорний пішак · a5 білий пішак · a4 чорний кінь · c4 білий король · h4 чорний слон · a3 чорний король · b3 білий кінь · a2 чорний пішак | e7 чорний пішак · a5 білий пішак · a4 чорний кінь · c4 білий король · h4 чорний слон · a3 чорний король · b3 білий кінь · a2 чорний пішак | e7 чорний пішак · a5 білий пішак · a4 чорний кінь · c4 білий король · h4 чорний слон · a3 чорний король · b3 білий кінь · a2 чорний пішак | e7 чорний пішак · a5 білий пішак · a4 чорний кінь · c4 білий король · h4 чорний слон · a3 чорний король · b3 білий кінь · a2 чорний пішак | e7 чорний пішак · a5 білий пішак · a4 чорний кінь · c4 білий король · h4 чорний слон · a3 чорний король · b3 білий кінь · a2 чорний пішак | e7 чорний пішак · a5 білий пішак · a4 чорний кінь · c4 білий король · h4 чорний слон · a3 чорний король · b3 білий кінь · a2 чорний пішак | 1 |
|   | a | b | c | d | e | f | g | h |   |

FEN: 8/4p3/8/P7/n1K4b/kN6/p7/8
b) →c2,   c) →b5

a) 1.Bf6 Sa1 2.Bb2 Sc2#

b) 1.Be1 Sd4 2.Bb4 Sb5# (MM)

c) 1.Sc5 Sd2 2.Sb3 Sc4# (MM)
В першому близнюку мат оголошується з поля «с2». Другий близнюк утворюється шляхом перестановки білого короля на поле «с2» і мат в цьому близнюку оголошується з поля «b5». Наступний близнюк утворюється шляхом перестановки білого короля на поле «b5» і мат в цьому близнюку оголошується з поля «с4», з поля, на якому стоїть в першому близнюку в початковій позиції білий король.
В цій задачі близнюки Мітюшина виражені в циклічній формі.